# Graham McTavish
Graham McTavish (ur. 4 stycznia 1961 w Glasgow) – szkocki aktor filmowy, telewizyjny i głosowy.

## Życiorys
Syn Aleca i Ellen McTavish. Gdy był dzieckiem jego rodzina opuściła Glasgow, potem mieszkał w Kanadzie, Stanach Zjednoczonych i Anglii, w końcu osiadł w Nowej Zelandii. W szkole wraz z przyjacielem pisał i wykonywał skecze komediowe, dzięki czemu zadebiutował w sztuce The Rivals Sheridana, gdy główny aktor zachorował. Potem przez rok grał w teatrze amatorskim. Studiował w Queen Mary University of London, uzyskując dyplom z literatury angielskiej. Podczas studiów występował w kilku sztukach Szekspira rocznie, dzięki czemu zdobył kartę związku zawodowego Equity i mógł rozpocząć pracę profesjonalnego aktora. Na początku kariery pracował w teatrach repertuarowych londyńskiego West Endu oraz w zespole Dundee Rep w Dundee.
W 1995 wystąpił na scenie Regent’s Park Open Air Theatre w Londynie w sztuce Williama Shakespeare’a Ryszard III w reżyserii Briana Coxa. W pięciu odcinkach ósmego sezonu serialu Czerwony karzeł wystąpił w roli Wardena Ackermana. Wcielał się w bohaterów wielu seriali i produkcji telewizyjnych, m.in. Na sygnale, Jekyll czy The Bill. Zagrał także kłótliwego dowódcę najemników o imieniu Lewis w Rambo. W 2009 i 2011 roku użyczył głosu i brał udział w nagraniach ruchu do gier Uncharted 2: Pośród złodziei i jej kontynuacji Uncharted 3: Oszustwo Drake’a. Aktor dubbingował także głównego protagonistę Dante’s Inferno oraz przeciwnika Cole MacGratha w Niesławny: Infamous 2. W trylogii filmowej Hobbit był krasnoludem o imieniu Dwalin. W serialu Ród Smoka zagrał Harrolda Westerlinga.

## Filmografia

### Filmy
| Rok  | Tytuł                             | Rola                 | Uwagi |
| ---- | --------------------------------- | -------------------- | ----- |
| 1988 | Za królową i ojczyznę             | Lieutenant           |       |
| 1989 | Erik Wiking                       | Thangbrand           | głos  |
| 1996 | O czym szumią wierzby             | Drunken Weasel       |       |
| 1999 | Macbeth                           | Banko                |       |
| 1998 | Merlin                            | Rengal               |       |
| 1999 | King Lear                         | Duke of Albany       |       |
| 2003 | Ali G                             | Police Officer       |       |
| 2003 | Kropka nad i                      | Detective            |       |
| 2004 | Król Artur                        | Rzymski oficer       |       |
| 2008 | Rambo                             | Lewis                |       |
| 2008 | Sisterhood                        | Martin               |       |
| 2009 | Hulk podwójne starcie             | Loki                 | głos  |
| 2009 | Green Street 2: Stand Your Ground | Big Marc Turner      |       |
| 2009 | W nurcie życia                    | Ivan Sokoloff        |       |
| 2009 | Penance                           | Greeves              |       |
| 2009 | Pandemic                          | Captain Riley        |       |
| 2010 | Piekło Dantego: Epicka animacja   | Dante                | głos  |
| 2010 | Niezwyciężony Secretariat         | Earl Jansen          |       |
| 2011 | Dead Space: Aftermath             | Captain Campbell     | głos  |
| 2011 | Colombiana                        | Head Marshall Warren |       |
| 2011 | The Wicker Tree                   | Sir Lachlan Morrison |       |
| 2012 | Hobbit: Niezwykła podróż          | Dwalin               |       |
| 2013 | Hobbit: Pustkowie Smauga          | Dwalin               |       |
| 2014 | Plastic                           | Steve Dawson         |       |
| 2014 | Realiti                           | Mandrake             |       |
| 2014 | Hobbit: Bitwa Pięciu Armii        | Dwalin               |       |
| 2015 | Creed: Narodziny legendy          | Tommy Holiday        |       |
| 2016 | Czas próby                        | Frank Fauteux        |       |

### Telewizja
| Rok        | Tytuł                                 | Rola                              | Uwagi           |
| ---------- | ------------------------------------- | --------------------------------- | --------------- |
| 1986       | Return to Treasure Island             | Ned                               | 1 odcinek       |
| 1996       | Nieśmiertelny                         | Charlie                           | 1 odcinek       |
| 1998, 2005 | Taggart                               | Col. Ian Sinclair, Robin Caldwell | 2 odcinki       |
| 1998-2005  | Na sygnale                            | Gerry Talbot, George Naseby       | 6 odcinków      |
| 1999       | Czerwony karzeł                       | Warden Ackerman                   | 8 odcinków      |
| 1999       | Heartbeat                             | Derek Flowers                     | 1 odcinek       |
| 2001       | Doctors                               | Paul Brookes                      | 1 odcinek       |
| 2002       | Celeb                                 | Steve                             | 1 odcinek       |
| 2002       | Rose and Maloney                      | Jackson                           | 1 odcinek       |
| 2002       | Dinotopia                             | Ajax                              | 1 odcinek       |
| 2003       | Rosemary & Thyme                      | D.I. Taylor                       | 1 odcinek       |
| 2003       | Karol II: Władza i namiętność         | Captain                           | 2 odcinki       |
| 2004       | Murder City                           |                                   | 1 odcinek       |
| 2004       | Prawo Murphy’ego                      | Al Leyton                         | 1 odcinek       |
| 2005       | Co nowego u Scooby’ego?               |                                   | głos, 1 odcinek |
| 2005       | Cesarstwo                             | General Rapax                     | 6 odcinków      |
| 2005       | Rzym                                  | Urbo                              | 2 odcinki       |
| 2005       | The Bill                              | Peter Larson                      | 6 odcinków      |
| 2007       | Nowe triki                            | Jason Ferris                      | 1 odcinek       |
| 2007       | Jekyll                                | Gavin Hardcastle                  | 1 odcinek       |
| 2007       | Wzór                                  | John Corcoran                     | 1 odcinek       |
| 2007       | Agenci NCIS                           | Aleksei                           | 1 odcinek       |
| 2007       | The Royal                             | Anthony Poole                     | 1 odcinek       |
| 2007       | Rodzina Duque                         | Neville                           | 1 odcinek       |
| 2008       | Lost: Zagubieni                       | Sergeant                          | 1 odcinek       |
| 2008       | CSI: Kryminalne zagadki Miami         | Mitch Davis                       | 1 odcinek       |
| 2008       | Gdzie pachną stokrotki                | Hansel Von Getz                   | 1 odcinek       |
| 2008       | Skazany na śmierć                     | Ferguson                          | 4 odcinki       |
| 2009       | Wolverine and the X-Men               | Sebastian Shaw                    | głos, 4 odcinki |
| 2009       | Zaklinacz dusz                        | Gordon Bradley                    | 1 odcinek       |
| 2010       | 24 godziny                            | Mikhail Novakovich                | 7 odcinków      |
| 2010       | The Good Guys                         | Dolph                             | 1 odcinek       |
| 2010-2011  | Avengers: Potega i moc                | Loki                              | głos, 4 odcinki |
| 2016       | Kung Fu Panda: Legenda o niezwykłości | Kim                               | głos, 1 odcinek |
| 2014–2016  | Outlander                             | Dougal MacKenzie                  | główna obsada   |
| 2015       | Teenage Mutant Ninja Turtles          | Savanti Romero                    | głos, 1 odcinek |
| 2016-1017  | Preacher                              | The Saint of Killers              | główna obsada   |
| 2017       | Castlevania                           | Dracula                           | główna obsada   |

### Gry komputerowe
| Rok  | Tytuł                                   | Rola                             |
| ---- | --------------------------------------- | -------------------------------- |
| 2006 | Killzone: Liberation                    | HGH Soldiers                     |
| 2006 | Medieval II: Total War                  |                                  |
| 2006 | Lost Planet: Extreme Condition          | NEVEC Orbital Elevator Operator  |
| 2007 | Heavenly Sword                          |                                  |
| 2008 | Lost Planet: Colonies                   | NEVEC Orbital Elevator Operator  |
| 2008 | Quantum of Solace                       |                                  |
| 2009 | Shadow Complex                          | Commander Lucius                 |
| 2009 | Ninja Gaiden Sigma 2                    | Crimson                          |
| 2009 | Uncharted 2: Pośród złodziei            | Zoran Lazarević                  |
| 2009 | Dragon Age: Początek                    | Arl Eamon Guerrin, Vartag Gavorn |
| 2009 | Call of Duty: Modern Warfare 2          | Archer                           |
| 2009 | Call of Duty: Modern Warfare: Mobilized |                                  |
| 2009 | The Saboteur                            | Wilcox                           |
| 2010 | Dante’s Inferno                         | Dante                            |
| 2010 | Metro 2033                              |                                  |
| 2010 | Transformers: Wojna o Cybertron         | Thundercracker                   |
| 2010 | Singularity                             | Viktor Barisov                   |
| 2010 | Call of Duty: Black Ops                 | Soap                             |
| 2011 | Hunted: The Demon’s Forge               | Caddoc                           |
| 2011 | Niesławny: Infamous 2                   | Joseph Bertrand III              |
| 2011 | Uncharted 3: Oszustwo Drake’a           | Charlie Cutter                   |
| 2011 | Call of Duty: Modern Warfare 3          | MI6 Officer                      |
| 2012 | Assassin’s Creed III                    | Dr. Benjamin Church              |
| 2015 | The Order: 1886                         | Sebastian Malory / Sir Percival  |
| 2016 | Uncharted 4: Kres złodzieja             | Charlie Cutter, Zoran Lazarevic  |